# Conopodium bunioides
Conopodium bunioides là một loài thực vật có hoa trong họ Hoa tán. Loài này được (Boiss.) Calest. mô tả khoa học đầu tiên năm 1905.